# Acacia harpophylla

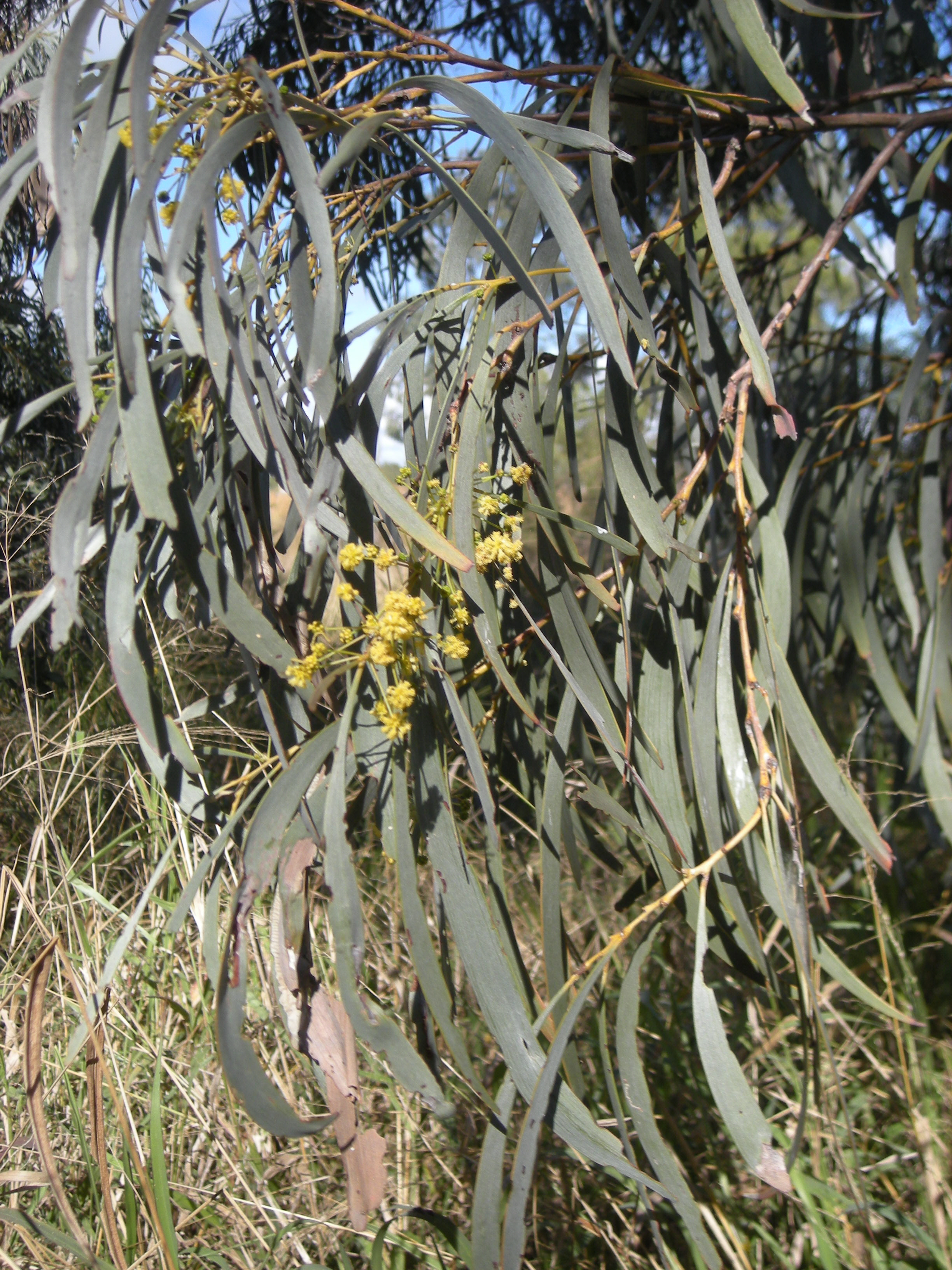
Kwiaty i liściaki A. harpophylla

Acacia harpophylla – gatunek rośliny z rodziny bobowatych i podrodziny brezylkowych (dawniej w mimozowych). Endemit roślinnego państwa australijskiego.

## Morfologia
PokrójDrzewo o wysokości do 25 metrów i koronie kształtu parasolowatego. Tworzy odrośla korzeniowe.
LiścieSierpowate liściaki o długości 10–20 cm i szerokości 7–20 mm, skórzaste, równolegle unerwione (z czego 3 do 7 żyłek wyraźniejsze).
Kwiaty4-, rzadziej 5-krotne, na szypułkach o długości 10-20(30) mm, zebrane w krótkie (2-10 mm) grona, powabnią są pęki żółtych pręcików.
OwoceStrąki proste lub lekko zakrzywione, o długości do 20 cm i szerokości 5–10 mm, podłużnie unerwione, nieowłosione, brązowe nasiona o długości 10-18 mm.
Gatunki podobneA. argyrodendron, A. cambagei.

## Biologia i ekologia
WystępowaniePreferuje gleby gliniaste. Dominant formacji roślinnej brigalow we wschodniej Australii. Zdolna do odnowień odroślowych.